# Ngữ tộc Mã Lai-Đa Đảo
Ngữ tộc Mã Lai-Đa Đảo hay ngữ tộc Malay-Polynesia là một phân nhóm của ngữ hệ Nam Đảo, với tổng cộng chừng 385,5 triệu người nói. Các ngôn ngữ Mã Lai-Đa Đảo là ngôn ngữ của các dân tộc Nam Đảo ở Đông Nam Á hải đảo, các đảo trong Thái Bình Dương, Madagascar, cùng một phần Đông Nam Á lục địa. Những ngôn ngữ miền tây của ngữ tộc cho thấy ảnh hưởng của tiếng Phạn và tiếng Ả Rập do ảnh hưởng của Ấn Độ giáo, Phật giáo, và, từ thế kỷ X, Hồi giáo.
Hai đặc điểm của ngữ tộc là hệ thống phụ tố và láy âm (lặp lại toàn bộ hay một phần từ, như trong wiki-wiki) để tạo từ mới. Như những ngôn ngữ Nam Đảo khác, chúng thường có hệ thống âm vị nhỏ. Hầu hết không có cụm phụ âm (ví dụ, [skr]). Đa số có ít nguyên âm, thường là năm.

## Ngôn ngữ
Những ngôn ngữ Mã Lai-Đa Đảo hạt nhân có khoảng 230 triệu người nói, bao gồm những ngôn ngữ như tiếng Mã Lai (tiếng Indonesia và tiếng Malaysia), tiếng Sunda, tiếng Java, tiếng Bugis, tiếng Bali, tiếng Aceh; cùng những ngôn ngữ châu Đại Dương, như tiếng Tolai, tiếng Gilbert, tiếng Fiji, tiếng Hawaii, tiếng Māori, tiếng Samoa, tiếng Tahiti, và tiếng Tonga.
Nhóm ngôn ngữ Philippines là nhánh cổ xưa nhất về ngữ pháp trong ngữ tộc Mã Lai-Đa Đảo, với hơn 100 triệu người nói, kéo dài từ đảo Lan Tự (Đài Loan), toàn quần đảo Philippines, và Sulawesi (Indonesia). Nhóm Philippines gồm tiếng Tagalog (tiếng Filipino), tiếng Cebu, tiếng Ilokano, tiếng Hiligaynon, tiếng Trung Bikol, tiếng Waray, và tiếng Kapampangan, mỗi tiếng có trên 3 triệu người nói.
Ở Bắc Borneo, ngôn ngữ đông người nói nhất là tiếng Kadazan-Dusun, với trên 200.000 người nói. Xa tận châu Phi, trên đảo Madagascar, có tiếng Malagasy, một ngôn ngữ được người Nam Đảo mang đến.